# Powódź w Korei Północnej (2011)
Powódź w Korei Północnej – powódź, która miała miejsce w Korei Północnej w lipcu i sierpniu 2011 roku. Przyczyną katastrofy były ulewne deszcze.
W wyniku katastrofy zginęło około 30 osób, a ponad 6750 domów zostało zniszczonych (ok. 15 800 osób straciło dach nad głową). Zostało zalanych ponad 48 tys. hektarów upraw. Powódź zniszczyła około 350 budynków publicznych i przemysłowych. Największe szkody pojawiły się w prowincji Hwanghae Południowej.
Osuwająca się ziemia uszkodziła tory kolejowe, utrudniając pomoc dla poszkodowanych w wyniku katastrofy.
Międzynarodowa Federacja Stowarzyszeń Czerwonego Krzyża i Czerwonego Półksiężyca, opierając się na informacjach rządu Korei Północnej, stworzyła zestawienie, z którego wynika, że ofiar śmiertelnych może być znacznie więcej.
Korea Północna otrzymała pomoc humanitarną od Chin i Czerwonego Krzyża.